# Roku de nashi Majutsu Koushi to Akashic Record
Roku de nashi Majutsu Koushi to Akashic Record (ロクでなし魔術講師と禁忌教典 Roku de nashi Majutsu Kōshi to Akashikku Rekōdo, n.đ.: Giảng viên ma thuật hết liêm sỉ và "Cấm kị Giáo điển" Akashic Record ) là 1 series light novel Nhật Bản được viết bởi Hitsuji Tarō và minh họa bởi Mishima Kurone. Fujimi Shobo đã xuất bản được hai mươi bốn tập kể từ tháng 7/2014 dưới dấu ấn của Fujimi Fantasia Bunko. Được chuyển thể thành manga  và được minh họa bởi Tsunemi Aosa và bắt đầu được đăng trong tạp chí Monthly Shōnen Ace chương shōnen manga của nhà xuất bản Kadokawa Shoten từ ngày 26/3/2015 và kết thúc vào ngày 25/6/2021. Được chuyển thể anime bởi Liden Films và công chiếu vào tháng 4/2017.

## Cốt truyện
Câu chuyện xoay quanh Sistine Fibel, một người xuất thân từ 1 gia đình cao quý sử dụng ma thuật và cô bạn của cô ấy là Rumia Tingel. Họ tham dự một học viện ma thuật nổi tiếng, hy vọng sẽ giải quyết được bí ẩn của Sky Castle. Tuy nhiên, vị giáo viên thay thế là Glenn Radars là người khá lười biếng và không đủ năng lực, đột nhiên phải dạy cho lớp của Sistine. Sau khi đấu thua Sistine, anh ấy dần thay đổi tính cách và dạy học một cách nghiêm túc khiến cho nhiều người ngưỡng mộ.

## Danh sách nhân vật
Glenn Radars (グレン レーダス Guren Rēdasu)
Lồng tiếng bởi: Saitō Sōma (tiếng Nhật), Josh Grelle (tiếng Anh)
Là nhân vật chính. Một kẻ lười biếng với mọi việc, ngủ là chủ yếu. Anh trở thành giáo viên thay thế cho lớp của Sistine, sau khi giáo viên yêu thích của cô nghỉ hưu. Trông anh ta có vẻ như không đủ năng lực, nhưng anh ta thực sự có tay nghề trong phép thuật. Glenn từng say mê ma thuật như Sistine nhưng đã bị vỡ mộng bởi quá khứ của mình là một kẻ ám sát khét tiếng với mật danh là "The Fool". Sau đó anh ấy đã phát triển loại phép thuật của riêng mình, được gọi là "Thế giới của gã khờ", nó phủ nhận việc kích hoạt tất cả các ma thuật trong một bán kính nhất định, bao gồm cả chủ nhân của nó. Tuy nhiên, điều này không làm mất hiệu lực phép thuật đã được kích hoạt. Anh ta sử dụng phép thuật này để ngăn chặn kẻ thù sử dụng ma thuật của họ và sau đó đánh bại họ bằng cách sử dụng kỹ năng cận chiến của bản thân. Glenn không thể sử dụng phép thuật chiến đấu trôi chảy do nó nằm cách xa lĩnh vực chuyên môn của anh ta, nhưng anh ta có một sự hiểu biết sâu sắc về khái niệm về tất cả các loại phép thuật, nên anh ta là một trở thành một giáo viên thay thế tốt.
Sistine Fibel (システィーナ フィーベル Shisutīna Fīberu)
Lồng tiếng bởi: Fujita Akane (tiếng Nhật), Rachael Messer (tiếng Anh)
Sistine ngưỡng mộ ma thuật rất nhiều và có ước mơ muốn khám phá bí mật của lâu đài bay mà chưa một người nào đặt chân tới. Cô luôn giữ thái độ nghiêm khắc và hay vô cớ la mắng Glenn vì thái độ của anh ta. Ban đầu cô ghét Glenn, vì sự lười biếng và thiếu nhiệt tình của anh ta, tuy nhiên khi anh ta thực sự nghiêm túc làm công việc của mình, cô bắt đầu tôn trọng Glenn như một giáo viên dạy giỏi. Tính cách và vẻ bề ngoài của cô giống với Sara Silvers (người quen của Glenn). Rumia thường gọi Sistine là Sisti và Glenn gọi cô là White Cat (ShiroNekko/ Mèo Trắng).
Rumia Tingel (ルミア ティンジェル Rumia Tinjeru)
Lồng tiếng bởi: Miyamoto Yume (tiếng Nhật), Monica Rial (tiếng Anh)
Rumia là bạn thân và sống cùng gia đình của Sistine. Cô ấy gần gũi với Glenn, người thường đối xử tốt với cô. Danh tính thực sự của Rumia là Công chúa Ermiana, người đã phải chết ba năm trước. Cô có một sức mạnh tinh thần rất cao, nên thường thu hút sự chú ý của các nhà khoa học độc ác. Cô ấy nhớ ra rằng Glenn là một trong những người đã cứu sống cô khi anh ta là sát thủ khét tiếng mang tên "The Fool" ba năm trước.
Re=L Rayford (リィエル レイフォード Ryieru Reifōdo)
Lồng tiếng bởi: Ozawa Ari (tiếng Nhật), Leah Clark (tiếng Anh)
Re = L là một cô gái háu ăn với thái độ kiên nhẫn. Cô được biết đến như là "The Chariot", thường tạo ra thanh kiếm khổng lồ thông qua thuật giả kim. Cô ta là một người nhân tạo, một sản phẩm của "Dự án: Revive Life", còn được gọi là "Dự án Re = L" do Sion Rayford đảm nhận. Sau khi tắt nguồn, Glenn và Albert đã giao cô ấy lại cho quân đội. Cô ấy đã không biết được nguồn gốc của mình cho đến gần cuối câu chuyện.
Albert Frazer (アルベルト フレイザー Aruberuto Fureizā)
Lồng tiếng bởi: Takahashi Hiroki (tiếng Nhật), Austin Tindle (tiếng Anh)
Một nhà ảo thuật tóc dài với đôi mắt sắc bén được biết đến như là "The Star". Anh ta là đối tác của Re = L và một đồng nghiệp cũ của Glenn và cũng là người đã giúp đỡ cho quân đội. Ở trong Light Novel chương 7, anh ấy đã có xích mích với Glenn khi biết được Glenn đã giết gia đình anh ta.
Celica Arfonia (セリカ アルフォネア Serika Arufonea)
Lồng tiếng bởi: Kitamura Eri (tiếng Nhật), Morgan Garrett (tiếng Anh)
Celica là một pháp sư bất tử và là một giáo sư tại Học viện. Cô đã nhận nuôi và dạy dỗ Glenn ở độ tuổi còn rất trẻ, nên cô đã đưa ra một khuyến nghị cho anh ta để được thay thế giáo viên mặc dù hồ sơ của Glenn cho thấy rằng anh ta không thích hợp cho công việc. Cô ép buộc Glenn phải làm việc dù không theo ý muốn của anh với hy vọng rằng anh ấy có thể sống 1 cuộc sống tốt hơn.

## Các chuyển thể

### Light novel
Roku de nashi Majutsu Koushi to Akashic Record:
| #  | Ngày phát hành            | ISBN              |
| -- | ------------------------- | ----------------- |
| 1  | ngày 19 tháng 7 năm 2014  | 978-4-04-070231-5 |
| 2  | ngày 20 tháng 11 năm 2014 | 978-4-04-070232-2 |
| 3  | ngày 20 tháng 3 năm 2015  | 978-4-04-070515-6 |
| 4  | ngày 18 tháng 7 năm 2015  | 978-4-04-070516-3 |
| 5  | ngày 20 tháng 11 năm 2015 | 978-4-04-070517-0 |
| 6  | ngày 18 tháng 6 năm 2016  | 978-4-04-070974-1 |
| 7  | ngày 20 tháng 10 năm 2016 | 978-4-04-070975-8 |
| 8  | ngày 18 tháng 3 năm 2017  | 978-4-04-070976-5 |
| 9  | ngày 19 tháng 8 năm 2017  | 978-4-04-072417-1 |
| 10 | ngày 17 tháng 11 năm 2017 | 978-4-04-072419-5 |
| 11 | Ngày 20 tháng 3 năm 2018  | 978-4-04-072420-1 |
| 12 | Ngày 20 tháng 7 năm 2018  | 978-4-04-072722-6 |
| 13 | Ngày 20 tháng 11 năm 2018 | 978-4-04-072723-3 |
| 14 | Ngày 20 tháng 3 năm 2019  | 978-4-04-072724-0 |
| 15 | Ngày 20 tháng 8 năm 2019  | 978-4-04-073272-5 |
| 16 | Ngày 18 tháng 1 năm 2020  | 978-4-04-073273-2 |
| 17 | Ngày 17 tháng 7 năm 2020  | 978-4-04-073736-2 |
| 18 | Ngày 19 tháng 12 năm 2020 | 978-4-04-073737-9 |
| 19 | Ngày 18 tháng 6 năm 2021  | 978-4-04-074147-5 |
| 20 | Ngày 19 tháng 2 năm 2022  | 978-4-04-074148-2 |
| 21 | Ngày 17 tháng 6 năm 2022  | 978-4-04-074579-4 |
| 22 | Ngày 20 tháng 4 năm 2023  | 978-4-04-074580-0 |
| 23 | Ngày 20 tháng 10 năm 2023 | 978-4-04-075143-6 |
| 24 | Ngày 17 tháng 11 năm 2023 | 978-4-04-075184-9 |

Roku de nashi Majutsu Koshi to Memory Record:
| #  | Ngày phát hành            | ISBN              |
| -- | ------------------------- | ----------------- |
| 1  | Ngày 19 tháng 3 năm 2016  | 978-4-04-070867-6 |
| 2  | Ngày 20 tháng 4 năm 2017  | 978-4-04-072226-9 |
| 3  | Ngày 20 tháng 9 năm 2018  | 978-4-04-072725-7 |
| 4  | Ngày 19 tháng 1 năm 2019  | 978-4-04-072726-4 |
| 5  | Ngày 19 tháng 10 năm 2019 | 978-4-04-073274-9 |
| 6  | Ngày 19 tháng 3 năm 2020  | 978-4-04-073275-6 |
| 7  | Ngày 17 tháng 10 năm 2020 | 978-4-04-073738-6 |
| 8  | Ngày 19 tháng 3 năm 2021  | 978-4-04-073739-3 |
| 9  | Ngày 20 tháng 10 năm 2021 | 978-4-04-074287-8 |
| 10 | Ngày 18 tháng 11 năm 2022 | 978-4-04-074772-9 |
| 11 | Ngày 19 tháng 10 năm 2024 | 978-4-04-075620-2 |

### Manga
Manga được chuyển thể bởi Aosa Tsunemi và được đăng nhiều kỳ từ ngày 26 tháng 3 năm 2015 đến ngày 25 tháng 6 năm 2021.
| #  | Ngày phát hành            | ISBN              |
| -- | ------------------------- | ----------------- |
| 1  | ngày 26 tháng 11 năm 2015 | 978-4-04-103672-3 |
| 2  | ngày 26 tháng 12 năm 2015 | 978-4-04-103673-0 |
| 3  | ngày 26 tháng 5 năm 2016  | 978-4-04-104429-2 |
| 4  | ngày 26 tháng 10 năm 2016 | 978-4-04-104430-8 |
| 5  | ngày 25 tháng 3 năm 2017  | 978-4-04-104431-5 |
| 6  | ngày 26 tháng 9 năm 2017  | 978-4-04-106087-2 |
| 7  | ngày 26 tháng 2 năm 2018  | 978-4-04-106560-0 |
| 8  | ngày 24 tháng 7 năm 2018  | 978-4-04-107148-9 |
| 9  | ngày 26 tháng 11 năm 2018 | 978-4-04-107614-9 |
| 10 | ngày 26 tháng 3 năm 2019  | 978-4-04-107615-6 |
| 11 | ngày 26 tháng 8 năm 2019  | 978-4-04-108586-8 |
| 12 | ngày 26 tháng 12 năm 2019 | 978-4-04-108587-5 |
| 13 | ngày 26 tháng 6 năm 2020  | 978-4-04-109339-9 |
| 14 | ngày 26 tháng 10 năm 2020 | 978-4-04-109342-9 |
| 15 | ngày 26 tháng 3 năm 2021  | 978-4-04-109342-9 |
| 16 | ngày 26 tháng 8 năm 2021  | 978-4-04-111706-4 |

### Anime
Bộ anime đã được thông báo vào tháng 3 năm 2016,.Bộ phim được sản xuất bởi Liden Films, đạo diễn là Kazuto Minato, kịch bản được viết bởi Machida Tōko, Kimura Satoshi thiết kế nhân vật và Tsutsumi Hiroaki sáng tác nhạc. Bộ phim được phát sóng từ ngày 4 tháng 4 năm 2017 đến ngày 20 tháng 6 năm 2017. Bộ phim gồm 12 tập. Opening của phim là "Blow Out" được thể hiện bởi Suzuki Konomi, và ending là "Precious You" thể hiện bởi Fujita Akane, Miyamoto Yume và Ozawa Ari. Funimation đã cấp phép cho bộ anime này ở Bắc Mĩ.
| Số tập | Tên                                                    | Ngày phát sóng           |
| ------ | ------------------------------------------------------ | ------------------------ |
| 1      | "Yaruki no nai roku de nashi" (やる気のないロクでなし) | ngày 4 tháng 4 năm 2017  |
| 2      | "Hon'no wazukana yaruki" (ほんのわずかなやる気)        | ngày 11 tháng 4 năm 2017 |
| 3      | "Gusha to shinigami" (愚者と死神)                      | ngày 18 tháng 4 năm 2017 |
| 4      | "Majutsu Kyōgi-sai" (魔術競技祭)                       | ngày 25 tháng 4 năm 2017 |
| 5      | "Joō to Ōjo" (女王と王女)                              | ngày 2 tháng 5 năm 2017  |
| 6      | "Jaakunaru Sonzai" (邪悪なる存在)                      | ngày 9 tháng 5 năm 2017  |
| 7      | "Hoshi Furu Umi" (星降る海)                            | ngày 16 tháng 5 năm 2017 |
| 8      | "Gusha to hoshi" (愚者と星)                            | ngày 23 tháng 5 năm 2017 |
| 9      | "Ikiru imi" (生きる意味)                               | ngày 30 tháng 5 năm 2017 |
| 10     | "Gyaku tama!?" (逆玉！？)                              | ngày 6 tháng 6 năm 2017  |
| 11     | "Kessen! Madō heidan-sen" (決戦！魔導兵団戦)           | ngày 13 tháng 6 năm 2017 |
| 12     | "Mitsuketa ibasho" (見つけた居場所)                    | ngày 20 tháng 6 năm 2017 |